# Alizée Frécon
Pour les articles homonymes, voir Frécon.
Alizée Frécon est une joueuse de handball française née le 6 juillet 1994 à Besançon, évoluant au poste de demi-centre à l'ES Besançon.

## Biographie
Alizée Frécon est la fille de Joëlle Demouge qui faisait partie de l'équipe qui a remporté en 1988 le tout premier titre de champion de France de l'ES Besançon, une équipe alors entraînée par Michel Demouge, père de Joëlle Demouge et donc grand-père d’Alizée Frécon. Sa grande soeur Romane Frécon-Demouge est également handballeuse professionnelle. Elle a débuté le handball à l’ESBF dès 1999, à l'âge de 5 ans, club dans lequel elle a été formée et a signé son premier contrat professionnel.
À l'été 2019, en l'absence de nombreuses titulaires laissées au repos et à l'occasion d'une large revue d'effectif, elle est retenue pour un stage de préparation avec l'équipe de France.
En janvier 2020, elle prolonge son contrat à Besançon jusqu'en 2022.
En janvier 2021, elle prolonge son contrat de 2 saisons supplémentaires, soit jusqu'en 2024.

## Palmarès

### En sélection
autres
- 7e place du championnat d'Europe junior féminin de handball en 2013[6]

### En club
compétitions nationales
- championne de France de 2e division en 2015 avec l'ES Besançon[7]

### Distinctions individuelles
- élue meilleure joueuse du championnat pour le mois de janvier 2016[8]
- élue meilleure joueuse du championnat pour le mois de avril 2023[9]